# Omori Rio
Omori Rio (sinh ngày 21 tháng 7 năm 2002) là một cầu thủ bóng đá người Nhật Bản.

## Sự nghiệp câu lạc bộ
Omori Rio hiện đang chơi cho FC Tokyo.